# Batman/Deathblow : Après l'incendie
Batman/Deathblow : Après l'incendie (Batman/Deathblow: After the Fire) est un comics américain de Batman réalisé par Brian Azzarello et Lee Bermejo.

## Synopsis
Batman doit enquêter sur un mystérieux mutant doté d'un pouvoir pyrokinétique et pour cela, il est amené à faire des recherches sur un héros mort depuis dix ans : Deathblow.

## Personnages
- Batman
- Deathblow

## Éditions
- 2003 : Batman/Deathblow: After the Fire (DC Comics/Wildstorm)
- 2007 : Batman/Deathblow : Après l'incendie (Panini Comics, collection Wildstorm Graphic Novel) : première édition française